# Гран, Андерс
Ларс А́ндерс Гран (швед. Lars Anders Grahn; род. 11 июня 1958) — шведский кёрлингист.
В составе мужской сборной Швеции участник двух чемпионатов мира (лучший результат — серебряные призёры в 1974). Двукратный чемпион Швеции среди мужчин. В составе юниорской мужской сборной Швеции чемпион и серебряный призёр чемпионатов мира. Трёхкратный чемпион Швеции среди юниоров.
Играл на позициях второго и четвёртого.

## Достижения
- Чемпионат мира по кёрлингу среди мужчин: серебро (1974).
- Чемпионат Швеции по кёрлингу среди мужчин: золото (1974, 1979).
- Чемпионат мира по кёрлингу среди юниоров: золото (1975), серебро (1976, 1977).
- Чемпионат Швеции по кёрлингу среди юниоров: золото (1975, 1976, 1977).

- Команда «всех звёзд» (англ. All-Star Team) юниорского чемпионата мира: 1975.

## Команды
| Сезон   | Четвёртый   | Третий        | Второй              | Первый             | Турниры                      |
| ------- | ----------- | ------------- | ------------------- | ------------------ | ---------------------------- |
| 1973—74 | Ян Ульстен  | Том Берггрен  | Андерс Гран         | Рогер Бредин       | ЧШМ 1974 · ЧМ 1974           |
| 1974—75 | Ян Ульстен  | Mats Nyberg   | Андерс Гран         | Bo Söderström      | ЧШЮ 1975 · ЧМЮ 1975          |
| 1975—76 | Ян Ульстен  | Mats Nyberg   | Андерс Гран         | Bo Söderström      | ЧШЮ 1976 · ЧМЮ 1976          |
| 1976—77 | Андерс Гран | Mats Nyberg   | Bo Söderström       | Bo-Göran Strömberg | ЧШЮ 1977 · ЧМЮ 1977          |
| 1978—79 | Андерс Гран | Кен Брюнефлуд | Карл-Эрик Брюнефлуд | Рогер Бредин       | ЧШМ 1979 · ЧМ 1979 (7 место) |

(скипы выделены полужирным шрифтом)